# La principessa + il guerriero
La principessa + il guerriero (Der Krieger und die Kaiserin) è un film del 2000 diretto da Tom Tykwer.

## Trama
L'ex soldato Bodo salva la vita dell'infermiera Sissi, ferita in un incidente che lui stesso ha indirettamente causato, ma scompare subito dopo che la donna è stata portata in ospedale. Poiché Sissi, che lavora e vive in un ospedale psichiatrico, non riesce più a dimenticare il suo salvatore, si mette alla ricerca di lui ritrovandolo: Bodo però, che vive con suo fratello, la respinge. Solo dopo una fallita rapina in banca, in cui Bodo perde il fratello e i suoi complici, i due si ritrovano per fuggire dalla vita precedente e iniziare un futuro insieme.